# Cistus akamantis
Cistus akamantis är en solvändeväxtart som beskrevs av Jean-Pierre Demoly. Cistus akamantis ingår i släktet Cistus och familjen solvändeväxter. Inga underarter finns listade i Catalogue of Life.